# قانون شجاعت
قانون شجاعت (انگلیسی: Act of Valor) فیلمی در ژانر اکشن و مهیج است که در سال ۲۰۱۲ منتشر شد. از بازیگران آن می‌توان به روزلین سانچز و نستور سرانو اشاره کرد.